# Iglesia de San Andrés (Llimiana)
La iglesia de San Andrés de la Sierra es un templo románica del siglo XI, en ruinas: sólo se conservan los ábsides, dos ábsides gemelos. El lugar ha sido limpiado en varias ocasiones por los vecinos de Llimiana.
Pertenece al término municipal de Llimiana, y está sobre una colina al sudeste del pueblo, a casi 700 metros de distancia del pueblo, en línea recta. Se accede, pero, por un camino un poco más largo que primero sube a La Costa del enfrente de Llimiana, a levante, para salvar un pequeño valle y subirse a la cresta que se ve al sur del camino de acceso.
A pesar de ser una obra claramente románica, esta iglesia no sale documentada hasta una visita pastoral del 1758, donde consta como capilla dependiente de Santa María de Llimiana.
Antiguamente se hacía en esta ermita una romería popular el primer domingo de junio. En 1973 los llimianenses limpiaron lo que quedaba en pie de los escombros y zarzales que cubrían los restos, lo que permitió que se aprecie la peculiar planta de la capilla: de una sola nave, encabezada por dos ábsides gemelos. La nave estaba cubierta con bóveda de cañón, posiblemente semicircular, reforzada por un arco toral a la mitad. Los estrechos ábside se abrían en la nave por dos arcos presbiterales pequeños, pero bien patentes.
La puerta estaba en la fachada de poniente, y falta la mitad superior. En el resto de la iglesia, las únicas aberturas eran las ventanas de doble derrame del centro de los dos ábsides geminados.
La técnica constructiva es arcaica y sencilla. Puede ser del siglo XI o incluso del XII, pero construida con técnicas arcaizantes.